# Алексєєв Віктор Олексійович
Алексєєв Віктор Олексійович (нар. 7 травня 1888, Скобелєв, Туркестан — пом. вересень 1922, Київ) — український військовий діяч, полковник Армії УНР. Начальник розвідки Повстансько-партизанського штабу в Києві у 1922 році.

## Життєпис
Віктор Олексійович Алексєєв народився у 1888 році в Іркутській губернії у родині офіцера, спадкового дворянина, за національністю росіянин.
У 1908 році Алексєєв закінчив 1-й кадетський корпус, Михайлівське артилерійське училище, 1-й курс Михайлівської артилерійської академії. Служив у 1-й Туркестанській резервній батареї (місто Ташкент), згодом — в одному з Туркестанських артилерійських дивізіонів. Брав участь у Першій світовій війні. Останнє звання у російській армії — підполковник.
Українську революцію військовик зустрів на посаді полковника генштабу у царській армії. Вже з 1918 року Алексєєв — старшина з управління артилерією Катеринославського корпусу армії Української Держави. З 11 жовтня 1918 року — помічник начальника 2-ї частини відділу навчання військ Головного управління Генерального штабу Української Держави. У січні 1919 року його було призначено помічником командира 6-го важкого гарматного полку Січових Стрільців Дієвої Армії УНР, що був пізніше включений до складу Української Галицької армії. У складі УГА брав участь у боях проти поляків. Після переходу УГА на бік білогвардійців, полковник-росіянин був призначений командиром полку, дочекався спільного наступу поляків та українців, і в травні 1920 року здався полякам та зажадав, аби гармати полку були передані до Дієвої армії УНР. З тих пір і до кінця війни Алексєєв — командир 6-го важкого гарматного куреня 6-ї гарматної бригади 6-ї Січової стрілецької дивізії армії УНР.
У липні 1921 року полковник закінчив у Львові при Повстансько-партизанському штабі курси з розвідроботи. З 1921 року Віктор Алексєєв — агент ППШ, який очолював Юрій Тютюнник. У серпні 1921 року ППШ відрядив до Києва для розвідувальної роботи офіцера Миколу Афанасьєва, котрий за допомогою батька Самійла зміг легалізуватися у місті для подальшої розвідувальної діяльності. Через деякий час незалежно від Афанасьєва до Києва прибув відряджений ППШ Віктор Алексєєв, котрий отримав мандат на організацію підпільної контррозвідки. Під ім'ям Георгія Мосійчука він за допомогою дружини та її знайомих вступив на службу в радянську військову установу, розшукав Миколу Афанасьєва й домовився з ним про спільну роботу. Зібрані через завербованих агентів відомості Алексєєв у шифрованому вигляді регулярно переправляв у Польщу через Едуарда Брейненсена. У лютому 1922 року Алексєєв, довідавшись про існування антибільшовицької підпільної організації «Козача Рада», увійшов з нею в контакт. Йому запропонували працювати за сумісництвом помічником начальника контррозвідки при штабі Козачої Ради. Алексєєв згодився на пропозицію, допомагав цій організації й переправляв через свою агентурну мережу її донесення в Польщу. До роботи в організації він завербував О. Е. Шонтека — полковника царської армії, начальника 4-ї артшколи Києва, який подав Алєксєєву відомості про 4-ту артшколу, 69-ті і 15-ті командні курси та інші військові навчальні заклади, про дислокацію курсантів, їх озброєння, про кінський склад. Крім іншого розвідникам вдалося роздобути та переправити за кордон мобілізаційний план УСРР.
Проте діяльність підпілля була викрита НК. В ніч з 4 на 5 березня 1922 року Київська губернська НК почала ліквідацію Козачої Ради, 8-го повстанського району і контррозвідки на чолі з полковником Віктором Алексєєвим. При ліквідації цієї організації було вбито заступника голови губчека Кравченка і співробітника губчека Янківського. 1 вересня 1922 року сесія Київського ревтрибуналу заслухала справу підпільної контррозвідки у Києві, яка була пов'язана з «Козачою Радою» і разом з нею працювала. До розстрілу за цією справою було засуджено 16 підпільників, у тому числі і дружину полковника Зінаїду Алексєєву. Розстріляний Алексєєв Віктор Олексійович у 1922 році.